# François Duboisset
Pas d'image ? Cliquez ici

a Compétitions nationales et continentales officielles uniquement.

François Duboisset, né le 28 novembre 1967 à Limoges, est un joueur français de rugby à XV, de 1,90 mètre pour 97 kg, ayant occupé le poste de troisième ligne centre ou aile. Il effectue l'essentiel de sa carrière au CA Brive, remportant la Coupe d'Europe en janvier 1997 contre les Anglais de Leicester Tigers avant de s'incliner en finale lors de l'édition suivante contre un autre club anglais Bath. 
Après sa carrière, il devient journaliste, s'occupant notamment des statistiques sur Canal+ et consultant sur RMC. Il est aussi l'auteur de nombreux ouvrages, principalement sur le rugby.

## Biographie
Il commence le rugby à l'âge de onze ans au CAPO Limoges, puis poursuit son apprentissage du rugby à la JA Isle, puis à l'USA Limoges, avant de rejoindre le CA Brive en 1992. Il sera finaliste du championnat de France en 1996 (défaite contre le Stade toulousain, 20-13) et vainqueur du challenge Yves du Manoir cette même année (victoire face à Pau, 12-6).
Le 25 janvier 1997, il joue avec le CA Brive la finale de la Coupe d'Europe (première édition avec les clubs anglais) à l'Arms Park de Cardiff face au Leicester Tigers, les brivistes s'imposent 28 à 9 et deviennent les deuxièmes champions d'Europe de l'histoire après le Stade toulousain en 1996. Lors de l'édition suivante, il revient en finale avec le CA Brive au Parc Lescure de Bordeaux face à Bath mais les Anglais s'imposent 19 à 18.
Il raccroche en 2000, après huit ans passés au plus haut niveau et quelque deux cents matches disputés avec le CA Brive-Corrèze. 
Il devient journaliste et intègre la rédaction de Canal+, il commente le Top 14, les tests des Tri-nations ou le championnat d'Angleterre. Il est le « Monsieur Statistiques » de Canal+. Il écrit également pour l'hebdomadaire Rugby Hebdo. Il est l'auteur d'une douzaine d'ouvrages sur le Rugby et son histoire, dont l'annuel RugbyGuide, devenu une référence.
En mars 2007, il quitte Canal+ pour retourner à Brive en compagnie de Patrick Sébastien ce dernier ayant repris les rênes du club. Il est nommé directeur général délégué, d'abord épaulé par Simon Gillham, proche du propriétaire Daniel Derichebourg, avant de devenir son adjoint. Il quitte ce poste en novembre 2009 après le rachat et une réorganisation du club.
Pendant la coupe du monde 2003 et celle de 2007, il est consultant sur RMC avec notamment son ancien coéquipier briviste Vincent Moscato.
D'août 2009 à juin 2015, il est responsable marketing sportif au sein du groupe Saur (service aux collectivités). En juin 2015, il fonde et préside Heffday Editions, entreprise d'édition de carnets de notes.
En janvier 2017, il est nommé manager de l'équipe de France féminine de rugby à sept.

## Palmarès
Avec le CA Brive
- Coupe d'Europe :
  - Vainqueur (1) : 1997
  - Finaliste (1) : 1998
- Championnat de France de première division :
  - Vice-champion (1) : 1996
- Challenge Yves du Manoir :
  - Vainqueur (1) : 1996

## Ouvrages publiés
Il publie son premier ouvrage en 1996 alors qu’il est joueur de rugby au CA Brive. Il retrace l’histoire du club avec le titre Entrez dans l’histoire aux côtés du photographe Pascal Perrouin. Il publiera plusieurs livres sur le rugby et sur les Jeux olympiques 2004 toujours avec l’éditeur de Vecchi. En 2007, il est l’auteur avec Frédéric Viard, journaliste à Canal + avec lequel il publiera d’autres ouvrages, du Rugby pour les Nuls aux éditions  First. 
- François Duboisset et Pascal Perrouin, Entrez dans l'histoire, Les 3 Épis, 1996, 208 p.
- François Duboisset (préf. Philippe Sella), RugbyGuide : guide français et international, Paris, De Vecchi, septembre 2004 (réimpr. 2004, 2005, 2006, 2007, 2008, 2009, 2010) (1re éd. 2003), 575 p. (ISBN 2-7328-6826-4)
- François Duboisset, Les Riches Heures du Rugby, Paris, Mango, octobre 2002, 136 p. (ISBN 2-84270-365-0)
- François Duboisset et Frédéric Viard (préf. Philippe Sella, postface Nick Farr-Jones), La coupe du monde de 2003, Paris, De Vecchi, octobre 2003, 154 p. (ISBN 2-7328-6813-2)
- François Duboisset et Frédéric Viard, Histoire des jeux olympiques, Paris, De Vecchi, mai 2004, 127 p. (ISBN 2-7328-6820-5)
- François Duboisset et Patrick Sébastien, Destins croisés : récit, Paris, Mango, 2004, 217 p. (ISBN 2-84270-477-0)
- François Duboisset, Les Lieux Mythiques du Sport, De Vecchi, 2005
- François Duboisset et Frédéric Viard, Le Rugby pour les Nuls, Paris, First, janvier 2007, 309 p. (ISBN 978-2-7540-0300-1 et 2-7540-0300-2)
- François Duboisset, Les Grandes dates de l'histoire du sport, Paris, First, avril 2011, 160 p. (ISBN 978-2-7540-2236-1 et 2-7540-2236-8)